# Pinarornis plumosus
Pinarornis plumosus là một loài chim trong họ Muscicapidae.